# Colombitherium tolimense
Colombitherium tolimense è un mammifero erbivoro estinto dall'incerta classificazione, appartenente ai meridiungulati. Visse nell'Eocene (probabilmente nell'Eocene superiore, circa 40 - 35 milioni di anni fa) e i suoi resti fossili sono stati ritrovati in Colombia.

## Descrizione
Questo animale è noto solo per un frammento di mascella (o forse di mandibola) con alcuni denti, ed è pertanto impossibile ipotizzarne l'aspetto. Dalla forma e dalla struttura massiccia dell'osso e della dentatura, si suppone che Colombitherium debba essere stato un grosso animale dalle forme pesanti, probabilmente dotato di arti colonnari o graviportali. I denti conservatisi sono quelli dal secondo premolare al secondo molare, ed è probabile che il terzo molare, non conservatosi ma comunque presente, fosse di dimensioni ridotte. I molari e i premolari avevano una struttura bilofodonte (dotati di una doppia cresta), vagamente simile a quella di altri mammiferi sudamericani come Pyrotherium ma anche a quella di proboscidati arcaici come Barytherium. Altre caratteristiche, tuttavia, non sono riscontrabili in alcun grande mammifero noto con l'eccezione dell'altrettanto enigmatico Proticia, dell'Eocene del Venezuela, ed è probabile che i due animali fossero imparentati.
Nuove osservazioni riguardanti la dentatura di Colombitherium indicano la presenza di una faccetta di contatto sulla superficie distale del dente più posteriore, che indica che la mascella frammentaria conserva tre premolari e due molari. Inoltre, la forma di questi ultimi e l'usura profonda dalla loro parte linguale rispetto a quella vestibolare è tipica della dentatura superiore. Ciò è in accordo con la curvatura interna delle radici dei premolari anteriori e con molti altri argomenti che portano a interpretare l'olotipo di C. tolimense come un mascellare. La nuova interpretazione approfondisce il divario morfologico tra Colombitherium e gli altri piroteri, con la notevole eccezione di Proticia (Billet et al., 2010).

## Classificazione
Colombitherium tolimense venne descritto per la prima volta nel 1970 da Robert Hoffstetter sulla base di un frammento di mascella o mandibola ritrovato nella formazione Gualanday in Colombia, nel dipartimento di Tolima. A causa dei denti bilofodonti, questo fossile venne classificato nell'ambito dei piroteri, un gruppo di mammiferi meridiungulati dalle forme pesanti e dai denti tipicamente bilofodonti. Tuttavia, analisi più recenti hanno indicato notevoli diversità tra i denti di Pyrotherium e quelli di Colombitherium; inoltre, numerosi altri mammiferi non strettamente imparentati hanno denti bilofodonti, ed è quindi possibile che anche Pyrotherium e Colombitherium non condividessero un'origine immediata comune. In ogni caso, Colombitherium e Proticia sono classificati nella famiglia Colombitheriidae e attribuiti con qualche incertezza all'ordine dei Pyrotheria (Billet et al., 2010).